# Hik
De hik (Latijn: singultus) is een periodiek optredende, spontane, onwillekeurige samentrekking van het middenrif tijdens inademing, gevolgd door het plots sluiten van de stemspleet wat een kenmerkend geluid veroorzaakt. Deze samentrekkingen volgen elkaar op met een interval van een of meerdere seconden. De hik is niet ritmisch, de frequentie varieert van 2 tot 60 keer per minuut. Het verschijnsel komt veel voor en is onaangenaam, maar meestal onschuldig en van korte duur. De hik is genoemd naar de klank die erbij ontstaat. Vergelijkbare namen heeft het verschijnsel onder andere in het Deens en het Noors ("hikke"), in het Engels ("hiccup") en in het Turks ("hıçkırık").

## Oorzaken
Onderzoekers van de Universiteit van Calgary stellen voor dat de hik een evolutionair overblijfsel is van onze vroegere amfibie-ademhaling; amfibieën als kikkers slikken lucht en water via een simpele motorreflex vergelijkbaar met onze hik. Bovendien blijken de zenuwbanen die de hik mogelijk maken al in de vroeg-embryonale fase aanwezig te zijn, al voor de zenuwbanen die de normale ademhaling reguleren. De hik is dan een antecedent van de ingewikkelde longademhaling. Bij foetussen is de hik een normaal verschijnsel, en komt voor vanaf de 8e week van de zwangerschap. Naarmate de longen van de baby rijpen, neemt het hikken af. Te vroeg geboren baby's hikken relatief meer, tot zo'n 2,5% van de tijd, doordat hun longen bij de geboorte minder ontwikkeld zijn dan die van een voldragen pasgeborene. Twee belangrijke zenuwen die bij de hik zijn betrokken, zijn de nervus vagus en nervus phrenicus. Een aantal behandelmethodes is erop gericht de irritatie van deze zenuwen te onderbreken.
De hik kan ook worden beschouwd als een myoclonus van het middenrif en de tussenribspieren, gevolgd door sluiting van de glottis (stemapparaat).

### Kortdurende hik
Duurt meestal maar een paar minuten. Uitlokkende factoren:
- Sterke vulling van de maag (koolzuurhoudende drank of te snel eten);
- Pikant eten;
- Plotselinge temperatuursverandering;
- Roken;
- Onrust;
- Alcohol;
- Lachstuipen.

### Chronische hik
Indien de hik langer dan 48 uur aanhoudt, of vaak terugkomt spreekt men van chronische hik. Dit komt vaker voor bij mannen dan bij vrouwen. Chronische hik is niet alleen hinderlijk, maar ook een bedreiging voor de gezondheid: eetstoornissen, slapeloosheid, gewichtsverlies, uitputting, zure oprispingen (risico van verslikken met zure maaginhoud) en hartritmestoornissen. Oorzaken kunnen zijn:
- Longaandoeningen (onder andere longontsteking en longkanker);
- Slokdarmziektes (o.a. slokdarmkanker)
- Hartaandoeningen (onder andere na een hartinfarct);
- Buikaandoeningen (onder andere maagkanker, buikvliesontsteking en gastritis);
- Hersenaandoeningen (onder andere hersenletsel en neoplasme);
- Nierfalen;
- Waterintoxicatie;
- Roken;
- Alcohol;
- Ziekte van Addison.

Een beroemd geval is dat van de Amerikaan Charles Osborne, die van februari 1922 tot 1990 (68 jaar lang) de hik had. Hij hikte naar schatting 420 miljoen keer, goed voor een notering in het Guinness Book of Records. Bij hem is nooit duidelijk geworden wat de oorzaak van de hik was.
Aan het begin van de twintigste eeuw was er een hikziekte-epidemie, waaraan veel mensen stierven.

## Behandeling
- Chloorpromazine. Nadelen verbonden aan het gebruik van chloorpromazine zijn sufheid, emotionele vervlakking en bewegingsstoornissen (extrapiramidale symptomen). Het is sinds 2008 slechts als apotheekbereiding te krijgen, daarvoor was het in tabletvorm en als injectie onder de handelsnaam Largactil verkrijgbaar.[3]
- Baclofen, middel tegen spasticiteit, een GABA-B agonist.
- Antipsychotica, met name haloperidol (Haldol) (niet-geregistreerd gebruik).
- Anti-epileptica zoals carbamazepine, fenytoine en gabapentine, in verband met de myoclonische component van de hik (niet-geregistreerd gebruik).

Alternatieven, als geneesmiddelen niet helpen:
- Braken
- Hypnotherapie
- Psychotherapie

Als niets heeft geholpen, kan men een chirurgische blokkade van de nervus phrenicus overwegen. Deze ingreep kan leiden tot ademhalingsmoeilijkheden.